# John Marley
John Marley, pseudonimo di Mortimer Marlieb (New York, 17 ottobre 1907 – Los Angeles, 22 marzo 1984), è stato un attore statunitense.

## Biografia
Figlio di immigrati russi d'origine ebraica, è celebre per aver interpretato il ruolo del produttore cinematografico Jack Woltz nel film Il padrino (1972) di Francis Ford Coppola. Nello stesso anno prese parte al film L'etrusco uccide ancora. Fu diretto in due occasioni dal regista John Cassavetes, nei film Gli esclusi (1963) e Volti (1968).

### Vita privata
Sposato con Sandra Lilosevich, da lei ebbe un figlio, Ben, anche lui attore in film come Apollo 13 e Lo squalo 2.

## Filmografia parziale

### Cinema
- Luci sull'asfalto (The Mob), regia di Robert Parrish (1951)
- I miei sei forzati (My Six Convicts), regia di Hugo Fregonese (1952)
- La giungla del quadrato (The Square Jungle), regia di Jerry Hopper (1955)
- La mano invisibile (Time Table), regia di Mark Stevens (1956)
- Non voglio morire (I Want to Live!), regia di Robert Wise (1958)
- Pagare o morire (Pay or Die), regia di Richard Wilson (1960)
- Gli esclusi (A Child Is Waiting), regia di John Cassavetes (1963)
- Letti separati (The Wheeler Dealers), regia di Arthur Hiller (1963)
- Il ribelle dell'Anatolia (America, America), regia di Elia Kazan (1963)
- Sfida sotto il sole (Nightmare in the Sun), regia di John Derek, Marc Lawrence (1963)
- Cat Ballou, regia di Elliot Silverstein (1965)
- Volti (Faces), regia di John Cassavetes (1968)
- Spie oltre il fronte (In Enemy Country), regia di Harry Keller (1968)
- Love Story, regia di Arthur Hiller (1970)
- Sledge (A Man Called Sledge), regia di Vic Morrow (1970)
- Il piccione d'argilla (Clay Pigeon), regia di Lane Slate, Tom Stern (1971)
- Il padrino (The Godfather), regia di Francis Ford Coppola (1972)
- L'etrusco uccide ancora, regia di Armando Crispino (1972)
- La morte dietro la porta (Dead of Night), regia di Bob Clark (1972)
- Blade, il duro della Criminalpol (Blade), regia di è un film Ernest Pintoff (1973)
- Senza capo d'accusa (Framed), regia di Phil Karlson (1975)
- W.C. Fields and Me, regia di Arthur Hiller (1976)
- La macchina nera  (The Car), regia di Elliot Silverstein (1977)
- L'uomo di Santa Cruz (Kid Vengeance), regia di Joseph Manduke (1977)
- Io sono il più grande (The Greatest), regia di Tom Gries (1977)
- Collo d'acciaio (Hooper), regia di Hal Needham (1978)
- Tribute - Serata d'onore (Tribute), regia di Bob Clark (1980)
- A cuore aperto (Threshold), regia di Richard Pearce (1981)
- Computer per un omicidio (The Amateur), regia di Charles Jarrott (1981)
- I predatori della vena d'oro (Mother Lode), regia di Charlton Heston (1982)
- Sogni di gloria (On the Edge), regia di Rob Nilsson (1986)

### Televisione
- The Alcoa Hour – serie TV, episodi 2x03-2x09 (1956-1957)
- Lo sceriffo indiano (Law of the Plainsman) – serie TV, episodio 1x07 (1959)
- Tightrope – serie TV, episodio 1x03 (1959)
- L'uomo e la sfida (The Man and the Challenge) – serie TV, episodio 1x11 (1959)
- Peter Gunn – serie TV, episodio 2x07 (1959)
- This Man Dawson – serie TV, 4 episodi (1959-1960)
- Johnny Staccato – serie TV, episodio 1x19 (1960)
- Gli uomini della prateria (Rawhide) – serie TV, episodio 2x30 (1960)
- Thriller – serie TV, episodio 1x06 (1960)
- Bourbon Street Beat – serie TV, episodio 1x22 (1960)
- Mr. Lucky – serie TV, episodio 1x29 (1960)
- Hawaiian Eye – serie TV, episodi 2x04-2x26 (1960-1961)
- Sugarfoot – serie TV, episodio 4x05 (1961)
- The Aquanauts – serie TV, episodio 1x17 (1961)
- Corruptors (Target: The Corruptors) – serie TV, episodio 1x05 (1961)
- Michael Shayne – serie TV episodio 1x14 (1961)
- Surfside 6 – serie TV, episodio 2x25 (1962)
- Indirizzo permanente (77 Sunset Strip) – serie TV, episodio 4x33 (1962)
- The Dick Powell Show – serie TV, episodio 1x28 (1962)
- Ai confini della realtà (The Twilight Zone) – serie TV, episodi 3x21-5x07 (1962-1963)
- L'ora di Hitchcock (The Alfred Hitchcock Hour) – serie TV, episodio 1x32 (1963)
- G.E. True – serie TV, episodio 1x28 (1963)
- The Lieutenant – serie TV, episodio 1x28 (1964)
- La grande avventura (The Great Adventure) – serie TV, episodi 1x17-1x21 (1964)
- Convoy – serie TV, episodio 1x05 (1965)
- Hawk l'indiano (Hawk) – serie TV, episodi 1x01-1x05-1x10 (1966)
- Selvaggio west (The Wild Wild West) – serie TV, episodio 2x27 (1967)
- Iron Horse – serie TV, episodio 2x03 (1967)
- Il virginiano (The Virginian) – serie TV, episodio 6x22 (1968)
- Sui sentieri del West (The Outcasts) – serie TV, episodio 1x07 (1968)
- The Outsider – serie TV, episodio 1x17 (1969)
- I grandi eroi della Bibbia (Greatest Heroes of the Bible) – miniserie TV, 3 puntate (1978)
- L'incredibile Hulk (The Incredible Hulk) – serie TV, episodio 3x08 (1979)

## Riconoscimenti
- Premio Oscar
  - 1971 – Candidatura al miglior attore non protagonista per Love Story

## Doppiatori italiani
Nelle versioni in italiano delle opere in cui ha recitato, John Marley è stato doppiato da:
- Bruno Persa in Cat Ballou, Sledge
- Pino Locchi in Non voglio morire
- Manlio Busoni in Gli esclusi
- Nino Pavese in Letti separati
- Antonio Guidi in Love Story
- Sergio Graziani in Il padrino
- Roberto Villa in L'etrusco uccide ancora
- Renato Turi in Blade, il duro della Criminalpol
- Aldo Massasso in La macchina nera
- Giancarlo Padoan in I predatori della vena d'oro
- Dario Penne in Il padrino (ridoppiaggio)
- Pietro Biondi in La macchina nera (ridoppiaggio)